# Jimmie Johnson

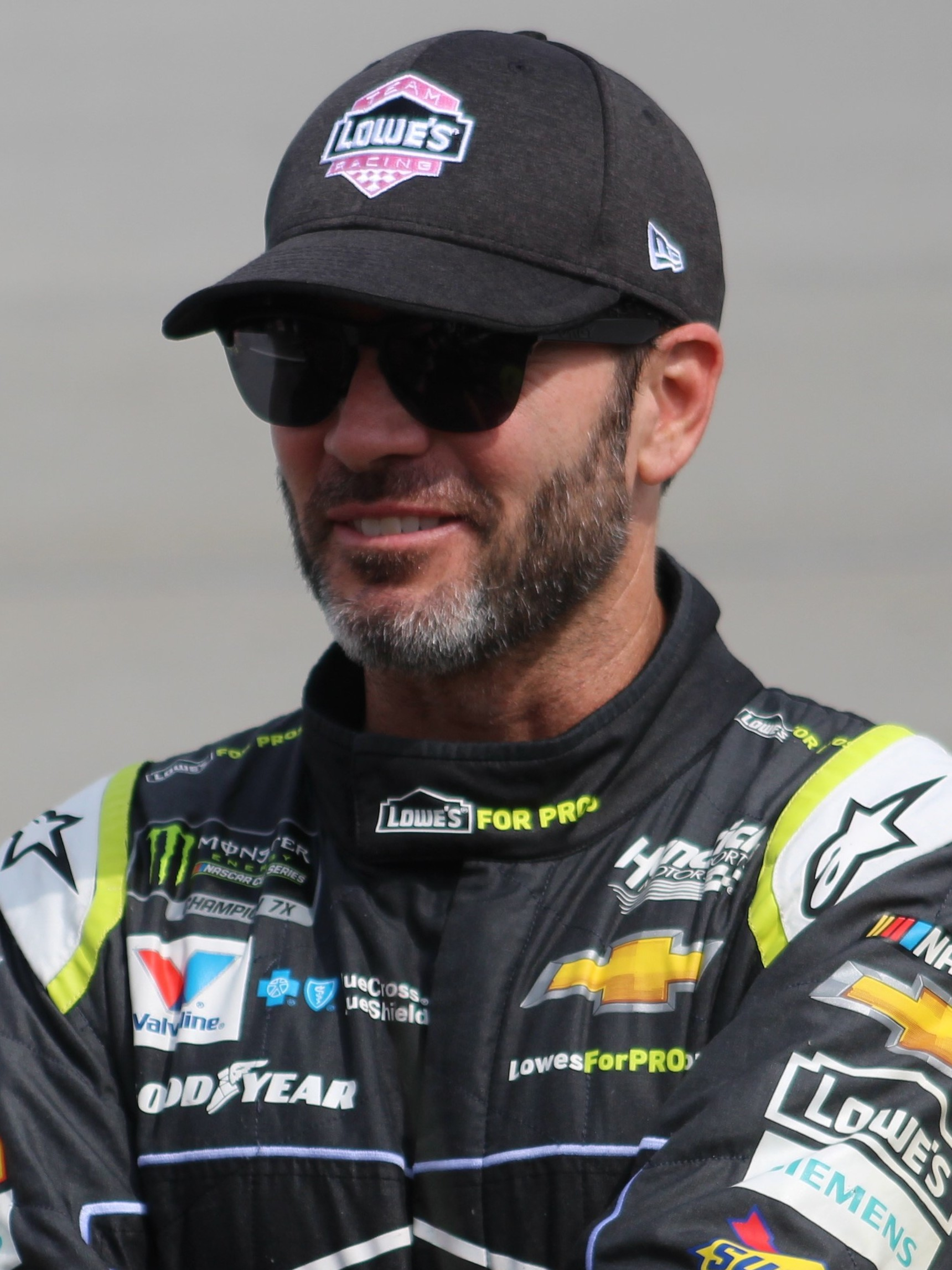
Jimmie Johnson

Jimmie Kenneth Johnson (sinh tại El Cajon, California, ngày 17 tháng 9 năm 1975) là một tay đua xe chuyên nghiệp người Mỹ.
Johnson đã chơi trong giải NASCAR Cup Series từ mùa giải 2002 đến năm 2020 với đội Hendrick Motorsports. Trong loạt phim này, anh đã giành được bảy danh hiệu: 2006, 2007, 2008, 2009, 2010, 2013 và 2016 và cân bằng kỷ lục của Richard Petty và Dale Earnhardt.
Từ năm 2021, Johnson chuyển sang IndyCar để tham gia đội đua Chip Ganassi Racing.